# Peaked Island (St. Helena)
Peaked Island ist eine unbewohnte Nebeninsel von St. Helena. Sie liegt etwa 200 Meter vor der Westküste des Distrikts Blue Hill, nordöstlich von Thompson Valley Island und 350 Meter südwestlich von Egg Island gegenüber der Mündung des Red Sand Valley.
Peaked Island eine von mehreren kleinen Felseninseln, die vor der Südwestküste von St. Helena liegen. Sie sind, wie auch die gegenüber liegenden Klippen der Hauptinsel, von Bedeutung als Domizil verschiedener Arten von Seevögeln. Die Insel hat eine ausgeprägte pyramidale Form, was ihren Namen erklärt. Ein Peak steht in der englischen Sprache für eine Spitze, das davon abgeleitete Adjektiv peaked bedeutet mit einer Spitze versehen. Sie ist vulkanischen Ursprungs und aus mehreren Schichten heller, erkalteter Lava aufgebaut. Auf der Insel finden sich ausgedehnte Vorkommen von Vogelkot in Form von Guano. Die geringfügige Vegetation beschränkt sich auf die Lee-Seite, auf ihrem Gipfel sind Flechten anzutreffen.
Auf Egg Island sind fünf der neun, nach einer anderen Quelle zehn Seevogelarten anzutreffen, von denen bekannt ist, dass sie auf St. Helena brüten. Hierunter sind:
- Brown Noddies (Anous Stolidus), die sich außerhalb der von November bis März dauernden Brutzeit eher auf Speery Island aufhalten.
- Black Noddies (Anous Minutus), ganzjährig hier, auf Egg Island sowie auf den gegenüberliegenden Klippen der Hauptinsel anzutreffen.
- Madeiran Storm Petrels (Oceanodroma castro), brüten zweimal jährlich, von März bis August sowie von Oktober bis Januar.